# Nostoc flagelliforme
Nostoc flagelliforme  (Носток флагелиформе) је врста модрозелених бактерија (алги). Припада роду Nostoc (носток). Ово су прокариотски организми који се налазе на трихалном ступњу организације. Ћелије у кончастим телима међусобно комуницирају преко плазмодезми. Образују колоније. Споља имају густ галаретни омотач (слузав), а у унутрашњости је омотач ређи и ту се налазе испреплетани конци алги. Кончасто тело је неразгранато. Размножавају се хормогонијама. Ово је копнена врста. Користи се за исхрану у Кини. Када је сува подсећа на црну косу тако да би превод наива ове врсте са кинеског био „косато поврће“. Ова врста расте у пустињи Гоби и висоравни Цинхај.